# Pola Island
Pola Island är en ö i Amerikanska Samoa (USA).   Den ligger i distriktet Östra distriktet, i den västra delen av landet, 6 km nordost om huvudstaden Pago Pago.
Runt Pola Island är det tätbefolkat, med 476 invånare per kvadratkilometer.